# Erik "Snejsarn" Johansson
Erik ”Snejsarn” Johansson, född 10 mars 1900, död 20 maj 1983, var en svensk fotbollsspelare (vänsterback) som spelade för Gais.
”Snejsarn” vann med Gais SM-guld 1922 och svenska serien 1922/1923. Han spelade 66 raka matcher för Gais från och med den allsvenska starten 1924, och hann med att vinna serien både 1924/1925 och 1926/1927 innan han lämnade klubben. Han återvände till Gais 1930, men spelade bara ett fåtal matcher efter detta. Totalt gjorde han 93 matcher och 3 mål för Gais åren 1922–1927 och 1930–1933. Han spelade också en A-landskamp för Sverige.